# Otto Reinwald
Otto Reinwald (Costanza, 23 agosto 1899 – Monaco di Baviera, 1º luglio 1968) è stato un attore tedesco, uno dei primi attori bambini del cinema muto tedesco, poi giovane attore di cinema negli anni venti e trenta e quindi direttore di produzione nel secondo dopoguerra.

## Biografia
Otto Reinwald nasce a Kostanz in Germania nel 1899. Con le sorelle minori Grete e Hanni, è tra i primi attori bambini tedeschi ad affermarsi nel cinema, acquisendo una certa notorietà. Oltre che in Germania, Otto lavora anche in sei produzioni danesi.
Dopo alcuni anni di inattività torna come giovane attore negli anni venti. Supera senza problemi il passaggio tra il muto e il sonoro, ma la sua carriera si interrompe nuovamente agli inizi degli anni trenta per motivi politici in coincidenza con il periodo nazista.
Dopo la seconda guerra mondiale, Reinwald torna a lavorare nel mondo del cinema, questa volta però come direttore di produzione, e solo occasionalmente come attore.
Muore a Monaco di Baviera nel 1968, all'età di 68 anni.

## Filmografia

### Attore
- Der Film von der Königin Luise, part I & II, regia di Franz Porten (1913)
- Ein Sommernachtstraum in unserer Zeit, regia di Stellan Rye (1914)
- Det hemmelighedsfulde X, regia di Benjamin Christensen (Danimarca, 1914)
- Die Geschichte der stillen Mühle, regia di Richard Oswald (1914)
- Im Schützengraben, regia di Walter Schmidthässler (1914)
- Fluch der Schönheit, regia di Erich Zeiske (1915)
- Katastrofen i Kattegat, regia di A.W. Sandberg (Danimarca, 1916)
- Filmens Datter, regia di Hjalmar Davidsen (Danimarca, 1916)
- Hævnens Nat, regia di Benjamin Christensen (Danimarca, 1916)
- Fliegende Schatten, regia di Felix Basch (1916)
- Proletardrengen, regia di A.W. Sandberg (Danimarca, 1916)
- Das Mysterium des Schlosses Clauden, regia di Rudolf Meinert (1917)
- Pengenes magt, regia di Hjalmar Davidsen (Danimarca, 1917)
- Die Fußspur, regia di Rudolf Meinert (1917) -- cortometraggio
- Giovannis Rache, regia di Rudolf Meinert (1917) -- cortometraggio
- Signorina dentista (Fräulein Zahnarzt), regia di Joe May (1919)
- Nanon, regia di Hanns Schwarz (1924)
- Rosenmontag, regia di Rudolf Meinert (1924)
- Die wunderlichen Geschichten des Theodor Huber, regia di Richard Löwenbein (1924)
- Vater Voß, regia di Max Mack (1925)
- La via senza gioia (Die freudlose Gasse), regia di Georg Wilhelm Pabst (1925) -- non accreditato
- Die Anne-Liese von Dessau, regia di James Baue (1925)
- Das alte Ballhaus, regia di Wolfgang Neff (1925)
- Die eiserne Braut, regia di Carl Boese (1925)
- Die Zirkusprinzessin, regia di Adolf Gärtner (1925)
- Vom Leben getötet, regia di Franz Hofer (1927)
- Zwei unterm Himmelszelt, regia di Johannes Guter e Ernst Wolff (1927)
- Herbstzeit am Rhein, regia di Siegfried Philippi (1928)
- Heut' war ich bei der Frieda, regia di Siegfried Philippi (1928)
- Verirrte Jugend, regia di Richard Löwenbein (1929)
- Vererbte Triebe, regia di Gustav Ucicky (1929) - non accreditato
- Die Halbwüchsigen, regia di Edmund Heuberger (1929)
- Es war einmal ein treuer Husar, regia di Carl Heinz Wolff (1929)
- Nur am Rhein, regia di Max Mack (1930)
- Namensheirat, regia di Heinz Paul (1930)
- Hilfe! Überfall!, regia di Johannes Meyer (1931)
- Senza madre (Eine von uns), regia di Johannes Meyer (1932)
- Unternehmen Edelweiß, regia di Heinz Paul (1954)
- Sein Meisterstück, regia di Thomas Engel (1963)

### Direttore di produzione
- Das war mein Leben, regia di Paul Martin (1944)
- Der Apfel ist ab, regia di Helmut Käutner (1948)
- Die Zeit mit dir, regia di George Hurdalek (1949)
- Hallo, Fräulein!, regia di Rudolf Jugert (1949)
- Tromba, regia di Helmut Weiss (1949)
- Einmaleins der Ehe, regia di Rudolf Jugert (1949)
- Kein Engel ist so rein, regia di Helmut Weiss (1950)
- Zwei in einem Anzug, regia di Joe Stöckel (1950)
- Das seltsame Leben des Herrn Bruggs, regia di Erich Engel (1951)
- Hanna Amon, regia di Veit Harlan (1951)
- Junggesellenfalle, regia di Fritz Böttger (1953)
- Ave Maria, regia di Alfred Braun (1953)
- Die Nacht ohne Moral, regia di Ferdinand Dörfler (1953)
- Hochzeitsglocken, regia di Georg Wildhagen (1954)
- Unternehmen Edelweiß, regia di Heinz Paul (1954)
- André und Ursula, regia di Werner Jacobs (1955)
- Rot ist die Liebe, regia di Karl Hartl (1956)
- Liebe, wie die Frau sie wünscht, regia di Wolfgang Becker (1957)
- Sehnsucht hat mich verführt, regia di Wilm ten Haaf (1958)
- Die Nackte und der Satan, regia di Victor Trivas (1959)
- Die Wahrheit über Rosemarie, regia di Rudolf Jugert e Hugo Grimaldi (1959)
- Endstation Rote Laterne, regia di Rudolf Jugert (1960)
- Die Rote Hand, regia di Kurt Meisel (1960)
- Die fromme Helene, regia di Axel von Ambesser (1965)